# Brookwood (Alabama)
Brookwood ist eine Stadt im Tuscaloosa County im US-amerikanischen Bundesstaat Alabama mit einer Gesamtfläche von 21,2 km². 2020 hatte Brookwood 2504 Einwohner.

## Geographie
Brookwood liegt im Westen Alabamas im Süden der Vereinigten Staaten.
Nahegelegene Orte sind unter anderem Vance (1 km südöstlich), Coaling (2 km südwestlich), Tuscaloosa (6 km westlich), Woodstock (7 km östlich) und Holt (8 km westlich).

## Geschichte
Als die ersten Siedler das Gebiet erweichten, war es noch als Horsehead bekannt. 1889 wurden die ersten Minen eröffnet, 1890 folgte ein Postamt. Um die Minen herum entstanden vier Siedlungen: East Brookwood, Central Brookwood, West Brookwood und Kellerman. Aus diesen Siedlungen entwickelte sich das heutige Brookwood, der Bau einer Eisenbahnstrecke brachte dem Ort weitere Geschäfte und Einwohner. Um 1900 lebten hier schon knapp 2500 Menschen.
1977 wurde die Stadt eingemeindet. 2001 wurden durch einen Dacheinsturz sowie mehrere Explosionen 13 Minenarbeiter getötet, darunter einige aus Brookwood stammende.

## Verkehr
Durch den Norden der Stadt verläuft die Alabama State Route 216, entlang des südlichen Stadtgebietes auf gemeinsamer Trasse außerdem der Interstate 20 und der Interstate 59 sowie 2 Kilometer südlich der U.S. Highway 11.
Etwa 21 Kilometer westlich befindet sich der Tuscaloosa Regional Airport.

## Demographie
Nach der Volkszählung 2000 hatte Brookwood 1483 Einwohner, die sich auf 553 Haushalte und 430 Familien verteilten. Die Bevölkerungsdichte betrug 70,4 Einwohner/km². 97,91 % der Bevölkerung waren weiß, 0,54 % afroamerikanisch. In 42,1 % der Haushalte lebten Kinder unter 18 Jahren. Das Durchschnittseinkommen betrug 40.104 US-Dollar, 8,2 % der Bevölkerung lebten unterhalb der Armutsgrenze.
Bis zur Volkszählung 2010 stieg die Einwohnerzahl auf 1828.